# Wilhelm Reinhard
Wilhelm Reinhard (Düsseldorf, 12 marzo 1891 – Adlershof, 3 luglio 1918) è stato un aviatore tedesco, asso dell'aviazione della prima guerra mondiale con 20 vittorie accreditate.

## Biografia
Wolff nacque a Düsseldorf nel 1891, nell'allora Regno di Baviera, e dopo gli studi decise in 1909 di intraprendere la carriera di ufficiale nel Bayerische Armee, l'esercito bavarese, venendo assegnato al Badisches Train-Bataillon Nr. 14 (14º reggimento di artiglieria), Neupreußische Trainbataillone. Allo scoppio della prima guerra mondiale, integrato nel Deutsches Heer, prende parte alla Prima battaglia di Ypres dove venne gravemente ferito ad una gamba nel corso dei combattimenti. Le ferite riportate lo costrinsero ad un periodo di convalescenza che però non riuscì a recuperare completamente l'uso dell'arto. Dato che il problema alla gamba lo costrinse ad essere non più idoneo al servizio di prima linea decise di richiedere il trasferimento alla Luftstreitkräfte, la componente aerea dell'esercito imperiale, dove dopo un breve corso ottenne il brevetto di pilota che gli consentì di tornare al servizio attivo nel giugno 1915.
Assegnato al Feldflieger Abteilung (A) 205 (FAA 205), reparto di ricognizione aerea, riuscì a compiere alcune missioni fino al dicembre 1915 quando fu costretto a terra per essere stato nuovamente ferito. Ritenuto nuovamente idoneo al servizio venne trasferito alla FA 28 che operava sui Balcani dove rimase fino alla metà del 1917 quando venne assegnato allo Jagdstaffel 11 (Jasta 11), reparto da caccia basato in Francia, e dove ottenne la sua prima vittoria abbattendo il Sopwith 1½ Strutter dell'asso britannico Geoffrey Hornblower Cock e rimanendo nuovamente ferito il 4 settembre 1917. Il novembre successivo venne promosso comandante e gli venne assegnato il comando dello Jasta 6. Nel marzo 1918 venne nuovamente promosso raggiungendo il grado di Hauptmann. Dopo la morte del Rittmeister Manfred von Richthofen, il 22 aprile 1918 Reinhard assunse il comando del Jagdgeschwader 1 (JG 1).
Nel luglio 1918 presenziò alla seconda valutazione comparativa organizzata dall'Idflieg tra prototipi di modelli D-Typ tenuta presso l'aerodromo di Adlershof, nei dintorni di Berlino, dove i piloti da caccia della Luftstreitkräfte erano invitati a partecipare direttamente alla valutazione ed alla selezione dei nuovi velivoli da destinare alla produzione di serie. Dopo che Hermann Göring concluse il ciclo di voli di prova sul promettente prototipo di caccia Zeppelin-Lindau D.I, Reinhard prese il suo posto per continuare i test ma perse il controllo del velivolo a causa del distacco dell'ala superiore precipitando a terra e rimanendo ucciso dall'impatto. Con la morte di Wilhelm Reinhard, dall'8 luglio 1918, il comando dello JG 1 fu assunto da Hermann Göring.

### Periodici
- (EN) Douglass Whetton, Wilhelm Reinhard successor to Richthofen, in Aircraft Illustrated, maggio 1979, Vol. 12 No. 5.